# 勒瓦勒圣日耳曼
勒瓦勒圣日耳曼（法語：Le Val-Saint-Germain，法語發音：[lə val sɛ̃ ʒɛʁmɛ̃] ⓘ）是法国法兰西岛大区埃松省的一个市镇，属于埃唐普区。

## 地理
勒瓦勒圣日耳曼（48°33'54"N, 2°3'50"E）面积12.57 平方千米，位于法国法蘭西島大區埃松省，该省份为法国北部内陆省份，北起上塞纳省和马恩河谷省，西接厄尔-卢瓦省和伊夫林省，南至卢瓦雷省，东临塞纳-马恩省。
与勒瓦勒圣日耳曼接壤的市镇（或旧市镇、城区）包括：沃格里尼厄斯、塞迈斯、昂热维利耶、鲁万维尔、圣谢龙、圣西尔苏杜尔当、圣莫里斯蒙库罗讷。

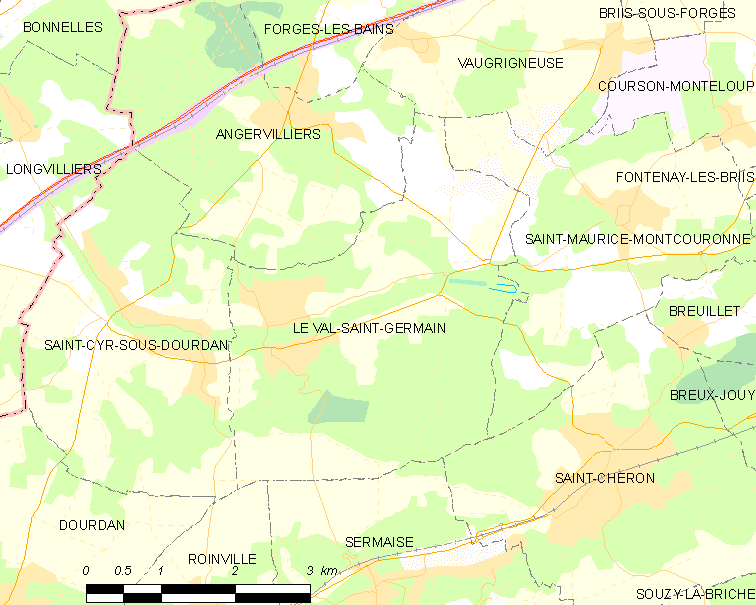
勒瓦勒圣日耳曼的OSM定位图

勒瓦勒圣日耳曼的时区为UTC+01:00、UTC+02:00（夏令时）。

## 行政
勒瓦勒圣日耳曼的邮政编码为91530，INSEE市镇编码为91630。

## 政治
勒瓦勒圣日耳曼所属的省级选区为杜尔当县。

## 人口

1962-2008年间勒瓦勒圣日耳曼人口变化图示

勒瓦勒圣日耳曼于2022年1月1日时的人口数量为1550人。